# Operación Danto 88
Operación Danto 88 más conocida como Danto 88 fue el nombre clave de la mayor ofensiva militar planeada y ejecutada por el Estado Mayor del Ejército Popular Sandinista (EPS). Las actividades de concentración, embarque y desembarco de tropas; bombardeos usando piezas de artillería y helicópteros artillados; los ataques sorpresa a los campamentos y el minado del terreno fronterizo duraron desde el miércoles 2 hasta el domingo 20 de marzo de 1988.

## Objetivo
Su objetivo principal era debilitar a la "contrarrevolución", de la autonombrada "Resistencia Nicaragüense", antes de la negociación de un acuerdo de paz que pusiera fin a la cruenta guerra civil nicaragüense. Para lograrlo, había que destruir los campamentos de las guerrillas antisandinistas -llamada la Contra- situados en Honduras; así como la toma y destrucción de la pista de Biliwás, el principal lugar de abastecimiento de las fuerzas contrarrevolucionarias.
En una entrevista, Joaquín Cuadra quien era Jefe del Estado Mayor del EPS al momento de la operación, explicó que esta persiguió los tres objetivos siguientes:
- 1.- Lograr una victoria estratégica sobre la Contra, destruyendo sus campamentos y demostrando la superioridad del EPS en el campo de batalla.

- 2.- Provocar un efecto mediático en la opinión pública estadounidense y mundial, al poner sobre el tapete que la Contra tenía campamentos en Honduras.

- 3.- Obligar a la Contra a sentarse a la negociación de un alto al fuego en las peores condiciones posibles.

### Plan combativo
El documento del plan combativo, redactado con el entonces acostumbrado vocabulario "castrense y revolucionario" de la época, resume los objetivos de aquella operación:
"Golpear a las fuerzas mercenarias en sus áreas de campamentos estratégicos en interés de incrementar su derrota total, obligando con ello a la cúpula mercenaria a sentarse en la mesa de negociación bajo una posición de desventaja militar; desarrollar una operación eminentemente ofensiva e integral bajo una sola idea y mando operativo; mantener de forma paralela a lo interno del territorio, acciones de sometimiento que garanticen la estabilidad en los territorios de las Regiones Militares."

## Desarrollo
El ataque estuvo dirigido contra bases establecidas, centros de entrenamiento que llegaban a tener de 13 mil a 15 mil hombres con complicidad de las Fuerzas Armadas de Honduras y con financiamiento económico y logístico del gobierno norteamericano de Ronald Reagan.
Se cree que unos 3000 soldados, en su mayoría jóvenes reclutados en el Servicio Militar Patriótico (SMP), incursionaron diez kilómetros dentro de territorio hondureño desde el curso medio del río Coco, frontera natural entre Nicaragua y Honduras, para atacar a más de 1800 contras que acampaban en dichos campamentos.

### Conversación Ortega - Azcona
En 2012, Daniel Ortega recordó que cuando ya estaban logrando el objetivo de atacar los campamentos de los "Contras", recibió una llamada de Azcona quien le advirtió: 
"Mira Daniel, mejor retira esas tropas que ahí van unos aviones yanquis."
Fue así como el EPS procedió a replegarse hacia Nicaragua para evitar un conflicto abierto con Estados Unidos y con su vecino Honduras.
Según datos del Centro de Historia Militar del Ejército de Nicaragua, publicados en un reportaje de la revista Magazine, del diario La Prensa, en julio del 2004, el EPS reconoció sus bajas en 36 muertos y 140 heridos; mientras que, en equipos sufrió la pérdida de 2 helicópteros, uno por averías y el otro se dice fue derribado por un avión de la FAH.

## Consecuencias
La operación Danto 88 significó la desorganización del mando contrarrevolucionario,  y vino a profundizar las contradicciones internas, golpeó las reservas estratégicas de la Fuerza Democrática Nicaragüense (FDN) y le limitó de manera contundente las posibilidades de realizar acciones ofensivas. De igual manera, la Administración de Ronald Reagan se vio obligada a tomar medidas urgentes para evitar la derrota total de las fuerzas contrarrevolucionarias y envió 3500 marines de la 82 División Aéreo Transportada a territorio hondureño. El objetivo de esta acción era presionar al Gobierno de Nicaragua y al Ejército Popular Sandinista a cesar las operaciones fronterizas.
A partir del proceso de derrota estratégica, la dirección de la Contrarrevolución o Resistencia Nicaragüense se vio obligada a buscar una salida y es, en este marco que se desarrollan las negociaciones que llevaron a los Acuerdos de Sapoá.
Los Acuerdos de Sapoá se firmaron el 23 de marzo de 1988. En los mismos se establecieron nueve puntos, uno de ellos contempla el cese al fuego definitivo entre la Resistencia Nicaragüense y el Ejército Popular Sandinista (EPS) por un período de sesenta días a partir del primero de abril de 1988. El gobierno sandinista decretó una amnistía para los contrarrevolucionarios, quienes estaban condenados por la "Ley de Mantenimiento del Orden y la Seguridad Pública".